# Estação Ferroviária de Famalicão
A estação ferroviária de Famalicão é uma interface da Linha do Minho, que serve a localidade de Vila Nova de Famalicão, em Portugal. Foi o terminal da Linha do Porto à Póvoa e Famalicão entre 1881 e 1995.

## Descrição

### Localização e acessos
Esta interface tem acesso rodoviário pelo Largo Heróis de Monsanto, na cidade de Vila Nova de Famalicão.

### Infraestrutura
Esta interface apresenta três vias de circulação, numeradas de I a III, com comprimentos de 606, 582, e 521 m, respetivamente, e acessíveis por plataformas idênticas com 300 m de comprimento e 90 cm de altura; todas estas vias estão eletrificadas em toda a sua extensão. O edifício de passageiros situa-se do lado nascente da via (lado direito do sentido ascendente, a Monção).

## História

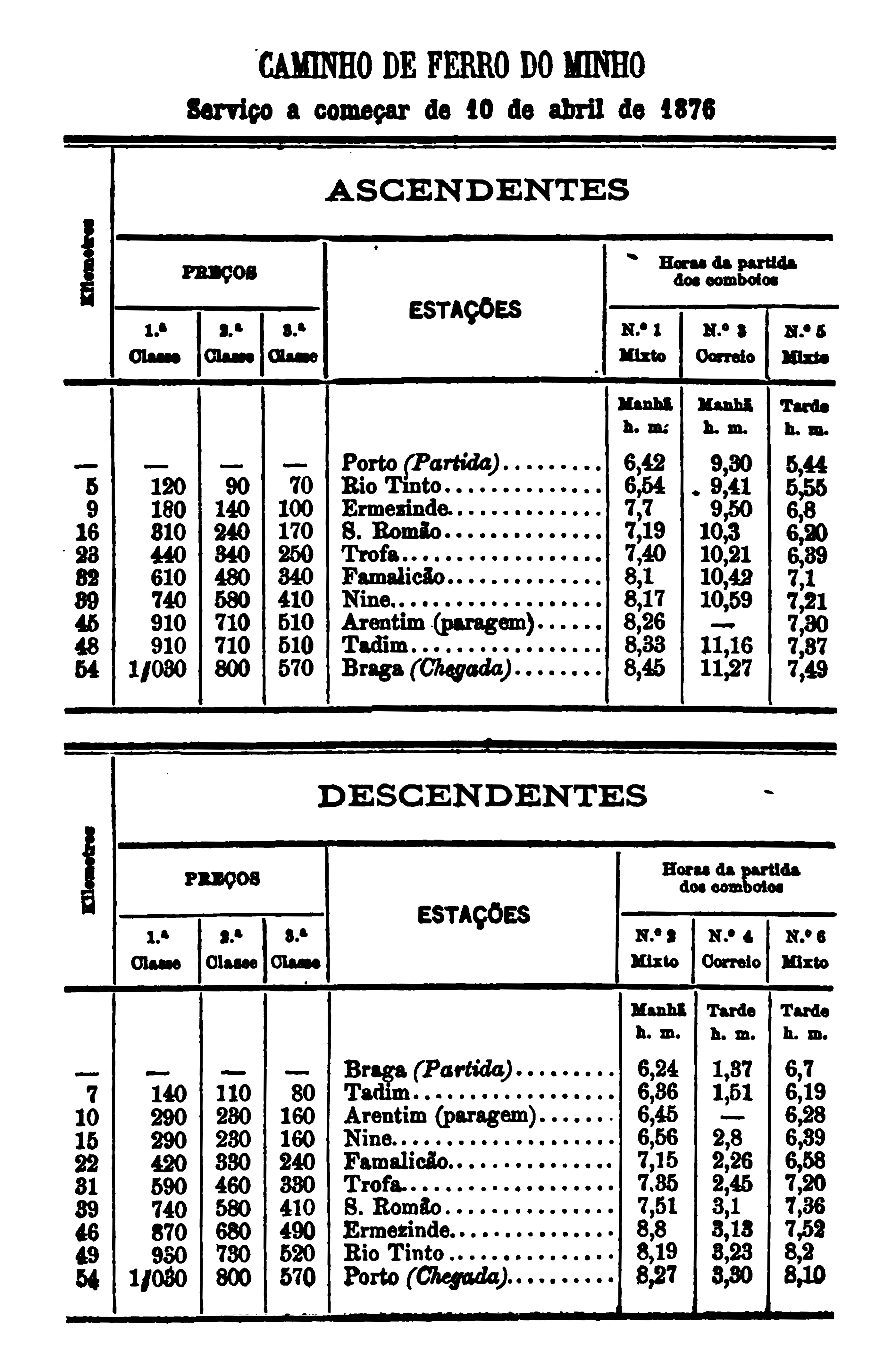
Horário dos comboios do Porto (Campanhã) a Braga, em 1876.

### Antecedentes
Até aos meados do século XIX, a região do interior do Minho tinha grandes problemas de comunicações, com poucas vias terrestres, sendo os rios os principais meios de transporte. Esta situação começou a mudar com os programas de obras públicas do governo, que se incidiram particularmente sobre as comunicações terrestres, tendo por exemplo sido construída em 1856 uma estrada macadamizada, que permitiu a criação de uma carreira de diligências entre o Porto e Viana do Castelo, passando por Famalicão e Barcelos. Também se construiu uma estrada entre Famalicão e Viana do Castelo, que seria parte da futura Estrada Real 4, de Famalicão a Caminha.

### Planeamento, construção e inauguração
As primeiras tentativas para a construção de caminhos de ferro na região do Minho datam ainda do governo de Costa Cabral, durante a Década de 1840, quando foi feita uma proposta pelo empresário inglês Hardy Hislop para uma linha entre o Porto e Valença. Esta ideia seria retomada em 1857, um ano depois de ter sido construído o primeiro troço de via férrea em Portugal, entre Lisboa e o Carregado, quando o Conde de Réus propôs a instalação de uma linha entre o Porto e Vigo. O projecto do Conde de Réus saía da futura estação de Campanhã e seguia pelo interior até São Romão do Coronado, virando depois para a Vila do Conde, acompanhando depois a costa durante o resto do percurso até Caminha.
Uma lei de 2 de Julho de 1867 autorizou o governo a construir a linha do Minho, tendo sido elaborado um novo projecto para aquela linha, incluindo desde logo um ramal para Braga. Este novo percurso passava por Balazar e depois começava a seguir a linha costeira a partir da foz do Cávado, em Esposende. O ramal para Braga seguiria o vale do Rio Este. Como este projecto passava demasiado longe de Famalicão e Barcelos, o governo ordenou que fosse refeito de forma a que a linha servisse aquelas duas importantes vilas. Desta forma, foi feito um novo projecto, que fazia a linha seguir por Barcelos, com o Ramal de Braga a sair de Nine. Este documento foi posteriormente modificado para melhorar o traçado a Norte de Barcelos, até Viana do Castelo.
Um decreto de 14 de Junho de 1872 ordenou o início das obras da linha do Minho, tendo o lanço entre Campanhã e Nine entrado ao serviço em 21 de Maio de 1875, em conjunto com o Ramal de Braga.

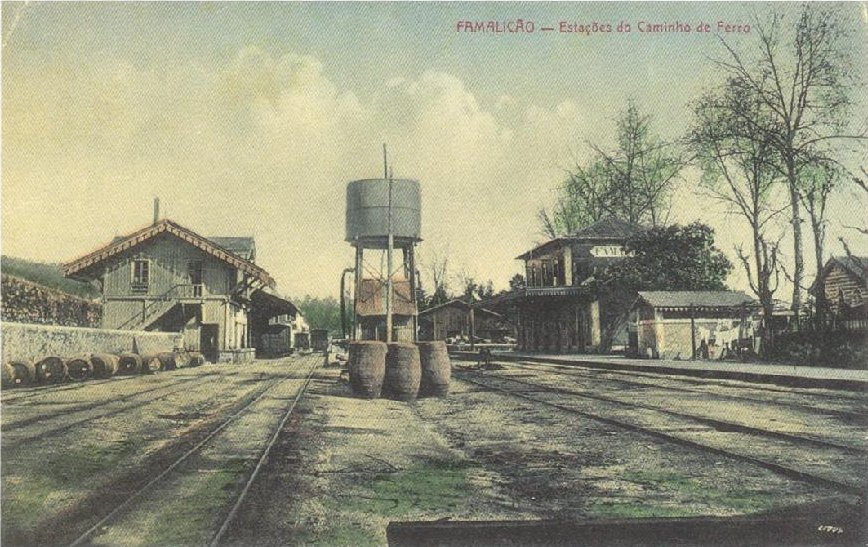
Gravura antiga da estação: As vias à esquerda são de bitola estreita e pertencem à Linha da Póvoa, enquanto à direita estão as vias em bitola larga, da Linha do Minho.

### Ligação à Linha da Póvoa
Em 1 de Outubro de 1875, foi inaugurada uma linha férrea de via estreita entre o Porto e a Póvoa de Varzim, cujo prolongamento até Famalicão foi autorizado por um decreto de 19 de Dezembro de 1876. Assim, em 12 de Junho de 1881, entrou ao serviço o lanço entre Famalicão e Fontaínhas, concluindo a linha. A linha foi construída pela Companhia do Caminho de Ferro do Porto à Póvoa e Famalicão, que também ampliou a estação de Famalicão com novas instalações, de forma a servir a sua linha.

### Continuação projectada até Guimarães e Santo Tirso
Originalmente, a Linha da Póvoa estava planeada para continuar além de Famalicão, devendo passar por Guimarães e pelas Terras de Basto até entroncar com a Linha do Corgo. Em 16 de Agosto de 1895, a Gazeta dos Caminhos de Ferro noticiou que se estava a planear a linha entre Guimarães a Famalicão, e em 1 de Setembro de 1899 reportou que se estava a fazer uma tentativa para construir aquela linha. Em 16 de Fevereiro de 1901, noticiou que tinha sido pedida autorização para construir uma linha no sistema americano, com tracção a vapor, pedido que foi recusado pelo ministro das Obras Públicas, uma vez que iria prejudicar o tráfego das linhas do Minho e de Guimarães. Em 16 de Abril, a Gazeta relatou que a Companhia do Caminho de Ferro do Porto à Póvoa e Famalicão tinha-se mostrado interessada em construir a linha, como via férrea pesada, que iria funcionar como um ramal da sua linha principal. No entanto, estes planos também foram rejeitados pelo estado.
Além da continuação até Guimarães, também foi proposto o prolongamento da Linha da Póvoa até Santo Tirso, na Linha de Guimarães. Esta obra foi defendida pelo jornalista José da Guerra Maio, num artigo publicado na Gazeta dos Caminhos de Ferro em 1949.

### Década de 1910
Em 1913, existiam serviços de diligências ligando a vila de Famalicão à estação ferroviária.

### Décadas de 1930 e 1940
Originalmente, a linha da Póvoa utilizava uma bitola de 90 cm, que foi ampliada para via métrica em 1930, já pela Companhia dos Caminhos de Ferro do Norte de Portugal.
Em 1 de Janeiro de 1947, a Companhia dos Caminhos de Ferro Portugueses começou a explorar as antigas linhas da Companhia do Norte.
Em 1949, foi algaliado o lanço da Linha do Minho entre Lousado e Famalicão. Esta obra permitiu o estabelecimento de comboios directos entre a Póvoa de Varzim e Guimarães, revitalizando a linha de via estreita até Famalicão, que tinha tão pouco movimento que em certos dias não chegava a ter comboios. Após a abertura da via algaliada, passaram a ser feitos cinco comboios diários entre a Póvoa e Famalicão em cada sentido, dos quais três continuavam até Guimarães ou Fafe.

### Década de 1950
Em 4 de Janeiro de 1950, a Companhia dos Caminhos de Ferro Portugueses decidiu criar uma zona de comboios tranvias entre a Póvoa de Varzim e Famalicão, de forma a combater a concorrência do transporte rodoviário naquele percurso.

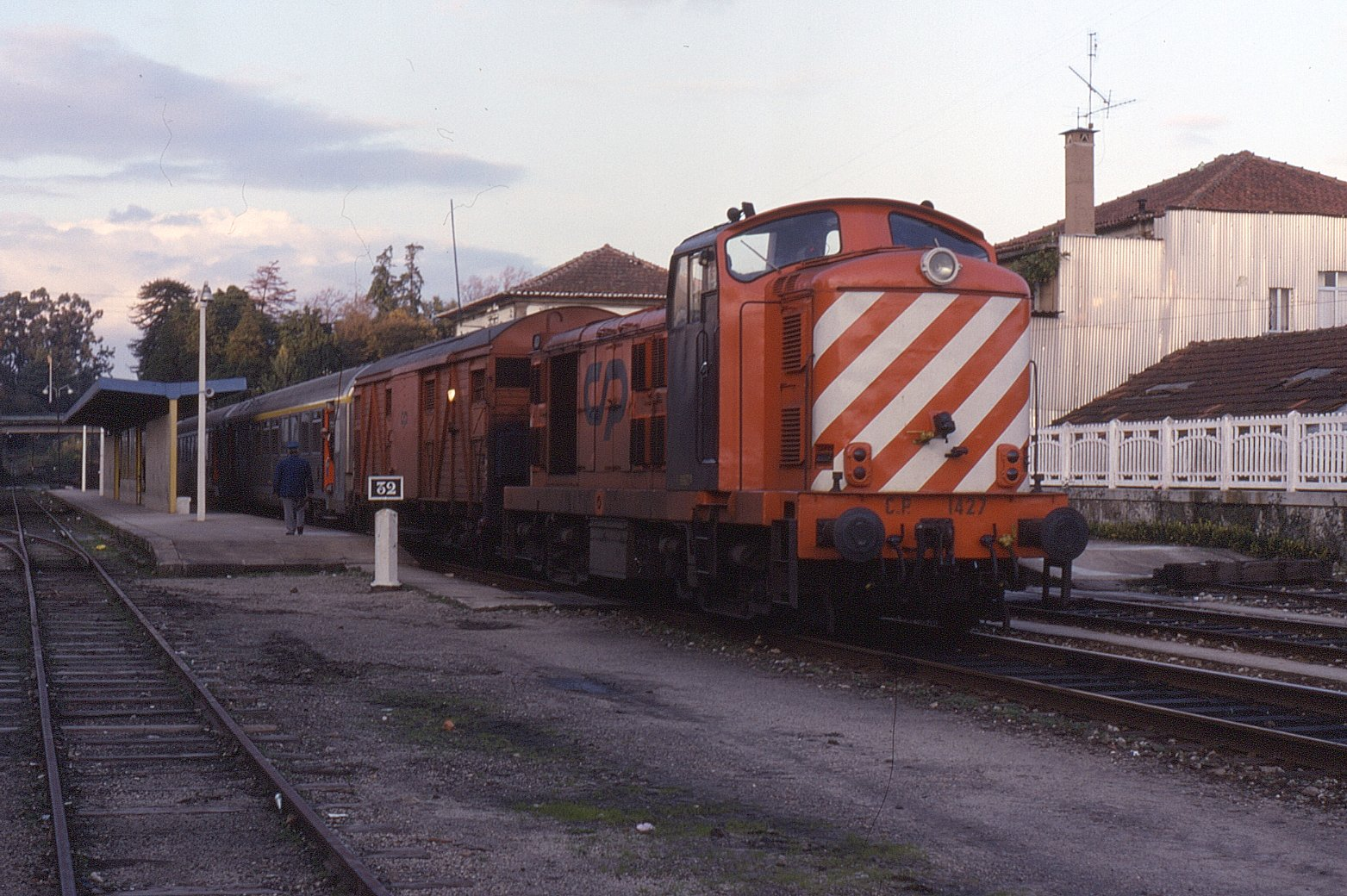
Comboio de mercadorias rebocado a diesel, circulando em Famalicão em 1993.

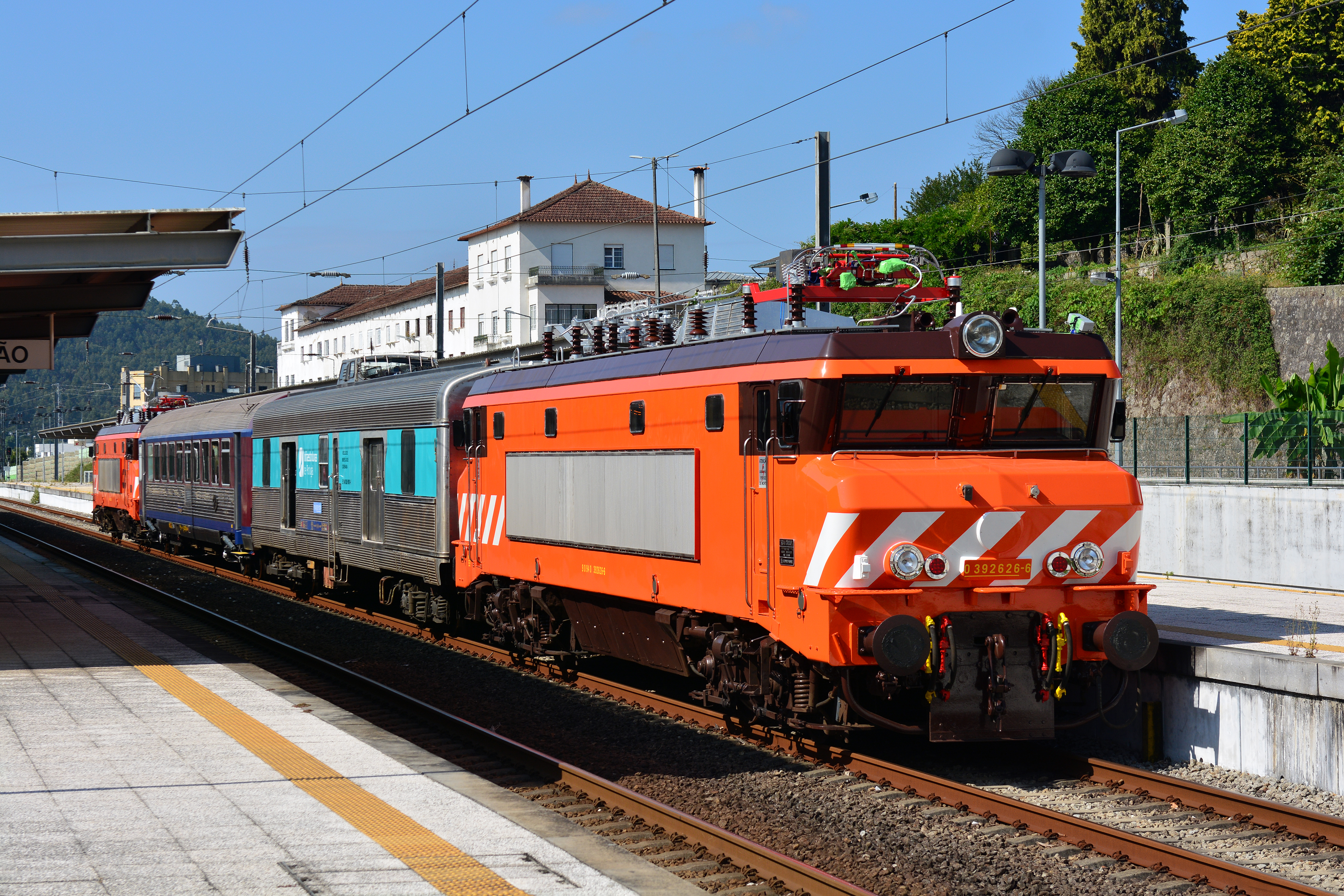
Comboio técnico testando a catenária entre Contumil e Famalicão, em 2021.

### Década de 1990
Na década de 1990, a empresa Caminhos de Ferro Portugueses iniciou um programa de modernização das linhas suburbanas da cidade do Porto, incluindo a Linha do Minho e Ramal de Braga, tendo ficado concluído em Janeiro de 1996 um estudo prévio sobre a remodelação do lanço entre Lousado e Nine. Previa-se que esta intervenção iria melhorar consideravelmente os serviços no eixo entre o Porto e Braga, através da redução dos tempos de percurso e da introdução de novos comboios, como um Intercidades, que teria uma só paragem em Famalicão. Também se poderiam criar novos serviços suburbanos, como um semi-rápido cadenciado e outro expresso entre Porto-São Bento e Braga, ambos com várias paragens ao longo do percurso, incluindo em Famalicão.

### Décadas de 2010 e 2020
Em dados oficiais de 2010, a estação de Famalicão apresentava uma configuração algo reduzida em comparação com a de décadas anteriores, cotando apenas com três vias de circulação, de 601, 577 e 516 m de comprimento; as plataformas apresentavam 270 e 265 m de extensão, e uma altura de 90 cm — valores mais tarde ajustados para os atuais.
Em 12 de Outubro de 2023, um indivíduo do sexo masculino foi mortalmente atropelado por um comboio perto da estação de Famalicão. No dia 7 de Junho de 2025 ocorreu outro atropelamento por um comboio, desta vez no interior da estação, que fez uma vítima mortal.